# Only Time - The Collection
Only Time - The Collection è una collection della musicista irlandese Enya, distribuito nel 2002. È un set di 4 dischi, contenuti in una scatola. Essa contiene 50 tracce, dall'album di debutto Enya del 1987 sino al singolo del 2002 May It Be. È incluso un libretto di 48 pagine con scritti e testi di Roma Ryan. Il video di Oíche Chiúin è anch'esso incluso nel quarto disco: la performance viene dal programma della BBC Christmas Day in the Morning (mandato in onda il 25 dicembre 1996) e fu registrata alla Christ Church Cathedral a Dublino. Questa realizzazione fu un'edizione mondiale limitata di 200 000 copie. Le canzoni furono selezionate da Enya, Nicky Ryan e Roma Ryan.

## Tracce

### Disco 1
1. Watermark - 2:24
2. Exile - 4:20
3. Aldebaran - 3:05
4. March of the Celts - 3:15
5. Boadicea - 3:28
6. The Sun in the Stream – 2:54
7. On Your Shore – 3:59
8. Cursum Perficio – 4:06
9. Storms in Africa (versione originale in gaelico) - 4:03
10. The Celts – 2:56
11. Miss Clare Remembers – 1:59
12. I Want Tomorrow – 4:00

- Le tracce 3, 4, 5, 6, 10 e 12 sono originariamente dell'album Enya.
- Le tracce 1, 2, 7, 8, 9 e 11 sono originariamente dell'album Watermark.

### Disco 2
1. Orinoco Flow – 4:25
2. Ebudæ – 1:53
3. River – 3:10
4. The Longships – 3:36
5. Na Laetha Geal M'Óige – 3:54
6. Book of Days (testo in inglese-gaelico)– 2:55
7. Shepherd Moons – 3:42
8. Caribbean Blue – 3:56
9. Evacuee – 3:49
10. Evening Falls – 3:46
11. Lothlórien
12. Marble halls – 3:51

- Le tracce 1, 3, 4, 5 e 10 sono originariamente dell'album Watermark.
- Le tracce 2, 6, 7, 8, 9, 11 e 12 sono originariamente dell'album Shepherd Moons.

### Disco 3
1. Afer Ventus – 4:06
2. No Holly For Miss Quinn – 2:40
3. The Memory of Trees – 4:18
4. Anywhere Is – 3:58
5. Athair Ar Neamh – 3:39
6. China Roses – 4:47
7. How Can I Keep From Singing? – 4:22
8. Hope Has A Place – 4:44
9. Tea-House Moon – 2:41
10. Pax Deorum – 4:58
11. Eclipse – 1:30
12. Isobella – 4:27

- Le tracce 1, 2 e 7 sono originariamente dell'album Shepherd Moons.
- Le tracce 3, 4, 5, 6, 8, 9 e 10 sono originariamente dell'album The Memory of Trees.

### Disco 4
1. Only Time – 3:38
2. A Day Without Rain – 2:38
3. Song of the Sandman (Lullaby) – 3:40
4. Willows on the Water – 3:00
5. Wild Child – 3:47
6. Flora's Secret – 4:05
7. Fallen Embers – 2:29
8. Tempus Vernum – 2:24
9. Deora Ar Mo Chroí – 2:48
10. One By One – 3:53
11. The First of Autumn – 3:08
12. Lazy Days – 3:43
13. May It Be – 3:30
14. Oíche Chiúin (Silent Night) – 3:45
15. Oíche Chiúin (Silent Night) (Video) – 3:45

- Le tracce 1, 2, 5, 6, 7, 8, 9, 10, 11 e 12 sono originariamente dell'album A Day Without Rain.